# Стоматологія в Україні
Стоматологія в Україні

## Історія

### Прадавня історія
З археологічних знахідок. Під час розкопок могили поблизу Керч було знайдено посудину IV-III ст. до н. е., на якій зображено, як наші пращури скіфсько-сарматської доби на територіях Північного Причорномор'я надавали допомогу при ушкодженнях зубощелепного апарату.

### Розвиток стоматології в Україні
Перші відомості про зуболікування сягають у давнє минуле, проте наукові опрацювання питань стоматології почалося з XVIII століття, а перші зуболікарські школи були засновані у першій половині 19 ст. Виділення стоматології в окрему медичну науку відбулося наприкінці XIX — на поч. XX століття. 1810 встановлено в Російській Імперії звання зубного лікаря (1811 їх було лише 24, 1845 — 114, 1883 — 441).
Початки зуболікування в Україні знаходимо вже в ранню добу; із XVI століття це робили цирульники. Перші праці українських медиків-стоматологів були написані у 18 ст.: Г. Мокринець, Д. Писчеков й ін. У 19 ст. над проблемами стоматологічного напрямку працювали українці: І. Буяльський, П. Заблоцький-Десятовський (1856 видав перший підручник про хвороби рота та суміжних частин), Ю. Шимановський та ін.
Наприкінці XIX століття були відкриті в Україні перші зуболікарські школи: в Одесі (1892), Києві (1897), Харкові (1897) і засновані перші зуболікарські товариства. 1919 у Києві створено Державний Зуболікарський Інститут; 1920 — одонтологічний факультет при Київському, 1921 — при Харківському та кафедра одонтології при Одеському медичних інститутах, 1928 — кафедри стоматології при Київському, Харківському, Одеському інститутах вдосконалення лікарів; 1927 засновано нині діючий Інститут Стоматології в Одесі, який діє як установа Міністерства Охорони Здоров'я УРСР.
Стоматологічну допомогу подають в Україні в поліклініках зубні відділи чи кабінети, зуболікарські кабінети як у містах, так і в селах. У 1973 в Україні працювало 10 366 стоматологів і 8 667 зубних лікарів. 1972 року в УРСР були два стоматологічні навчальні інститути (Харків і Полтава), три стоматологічні факультети при Київському, Одеському, Львівському медичних інститутах; кафедри стоматології при інших медичних інститутах та інститутах удосконалення лікарів і 12 зуболікарських шкіл. Українське Наукове Товариство стоматологів об'єднує 3 318 членів.
Над проблемами стоматології в Україні, крім згаданих вище лікарів, працювали і працюють: Ю. Гофунґ, М. Фабрикант, І. Новик, О. Марченко, С. Вайсблат, А. Дудукало, П. Стеценко, О. Даценко, В. Маслов, Л. Білейкін, В. Лисенко, І. Гілула, В. Петренко та ін.
Журнали та зб. присвячені стоматології : «Зубоврачебный ежемесячник» (1913 — 16), «Практическое зубоврачевание» (1910 — 17), «Зубоврачевание» (1920), «Одонтология» (1924 — 30; якийсь час виходив українською мовою), «Проблемы стоматологии», й ін.
Ще у 5 ст. до нашої ери Арістотель описав терміни прорізування зубів, та форму кожного з них. В 1820 р.було зроблено великий крок в розвитку стоматології як науки, відкрили бормашинку, що спрощувала роботу лікаря.

### Розвиток стоматологічної науки уЗахідній Україні
Відомості про кафедру зуболікування при медико-хірургічному інституті у Львівському університеті датується 1828 роком. Очолив кафедру зуболікування професор зуболікування Карл Прокоп Каліга (Carl Procop Caliga) (1775—1841), який до 1841 року проводив заняття з лікування зубів та дентистики у Львові. У 1838 році Карл Прокоп Каліга, на той час професор зуболікування у Львові, на підставі досвіду, набутого під час роботи в кабінетах зуболікування Німеччини, Польщі, Росії, у Відні видає друком підручник — «Про хвороби зубів та засоби їх лікування» (Ueber die Krankheiten der Zähne und die Mittel sie zu heilen)
. У 1840 К. Каліга перевидає у Львові книгу «Про хвороби зубів та засоби їх лікування» польською мовою, з підсумком німецькою мовою, а згодом італійською мовою в Мілані (книги зберігаються у бібліотеках Львова та Відня).
У 1905-07рр. у Львові при медичному факультеті університету відкрито першу в Україні (у Східній Європі) університетську стоматологічну амбулаторію для підготовки дипломованих лікарів-дентистів та надання спеціалізованої допомоги незаможним прошаркам населення Галичини. Очолив амбулаторію-клініку доц. А. Гонька, згодом доц. Т. Богосєвич.
З 1913 р. до 1941 р. Львівську школу стоматології очолював А.Цєшинський — вчений світового рівня, який зробив значний внесок у розвиток української, польської і світової стоматології. У 1907 р. видав «Радіологічний атлас дентистичних знімків» — перше видання у світі у цьому напрямку, був співавтором «правила ізометрії» у рентгенологічному дослідженні зуба, у 1914 р. створив Інститут стоматології при Львівському університеті, був одним з співавторів радикальної гінгівектомії (Цешинського-Відмана-Неодіне-Неймана). У 1936 р. А.Цєшинський був відзначений Міжнародною федерацією дантистів (FDI) найвищою світовою стоматологічною нагородою «Золотою медаллю Міллера». Впродовж 1940-41рр. був першим представником української стоматології у FDI. У 1941 р. професор А.Цєшинський у Львові розстріляний гестапо.

Значний внесок у розвиток львівської стоматологічної школи, зробили М. Янковський, М. Зеньчак, Й. Яжемб, Й. Петрицький, Т. Овінський, С. Чорткавер, Г.Горчинський у 30-60рр. XX ст., а також перший декан стоматологічного факультету у Львові проф. О. Коваль, перша жінка-професор стоматології Галичини Л. Луцик, проф. Г. Чучмай, проф. Є. Гоцко 2-га пол. XX ст
.

## З'їзди стоматологів України
І-й Всеукраїнський стоматологічний з'їзд, 1932 р., м. Одеса. Покращення стоматологічної допомоги населенню України.
ІІ-й Український стоматологічний з'їзд, 1936 р., м. Харків. Патологія і терапія захворювань пульпи, періодонту і щелеп. Покращення сітки і кадрів стоматологічних закладів.
III-й З'їзд стоматологів Української РСР, 1962 р., м. Одеса. Результати наукової і практичної діяльності стоматологічної служби в Україні. Проблеми пародонтозу.
IV-й З'їзд стоматологів України, 1970 р. м. Дніпропетровськ. Організація стоматологічної допомоги в Україні. Проблеми пародонтозу та захворювань слизової оболонки порожнини рота. Проблеми хірургічного та ортопедичного лікування хворих з дефектами та деформаціями обличчя і щелеп.
V-й З'їзд стоматологів України, 1978 р., м. Одеса. Стан стоматологічної допомоги населенню і методи його подальшого вдосконалення. Впровадження наукових досягнень у практику стоматологічних закладів республіки. Диспансеризація населення із захворюваннями пародонту. Надання планової стоматологічної допомоги дітям.
VI-й З'їзд стоматологів України, 1984 р., м. Полтава. Загальна диспансеризація населення і комплексна профілактика стоматологічних захворювань. Програма підготовки стоматологічних кадрів і розвитку сітки стоматологічних закладів.
VII-й З'їзд стоматологів України, 1989 р., м. Львів. Профілактика стоматологічних захворювань, пропаганда гігієнічних знань і навичок за доглядом порожнини рота. Програма профілактики карієсу зубів у дітей і планова санація їх. Профілактика вроджених захворювань щелепно-лицевої ділянки. Попередження запальних процесів вогнищевої інфекції у дітей і дорослого населення.
І (VIII) З'їзд Асоціації стоматологів України, 1999 р., м. Київ. Реформування роботи державного та впорядкування діяльності приватного сектора стоматологічної служби. Новітні технології в стоматології.
ІІ (IX) З'їзд Асоціації стоматологів України, 2004 р., м. Київ. Сучасні технології профілактики та лікування в стоматології.
III (Х) З'їзд Асоціації стоматологів України, 2008 р., м. Полтава. Інноваційні технології в стоматологічну практику.
IV (XI) З’їзд Асоціації стоматологів України «Стан стоматологічної допомоги населенню України. 14–15 жовтня, 2010 р., м. Донецьк.
V (XII) З’їзд Асоціації стоматологів України «Стоматологія в Україні: реальність та перспективи», 5 вересня 2012 р. м. Київ.
Перший з’їзд стоматологів України  «Стоматологія в Україні: інновації та перспективи», 4 вересня 2014 р. м. Київ.
VI (XIII) З’їзд Асоціації стоматологів України «Стоматологія в Україні». Науково-практична конференція «Досягнення науки і практики в стоматології», присвячена пам’яті професора К.М. Косенка, 23 жовтня 2014 р. м. Одеса.
VII (XIV) З’їзд Асоціації стоматологів України «Стандарти стоматологічної допомоги – реалії практики та перспективи впровадження», 21 жовтня 2016 р. м. Львів.
VIII (XV) Позачерговий з’їзд Асоціації стоматологів України, 24 листопада 2016 р. м. Київ.
IX (XVI) З’їзд ГО «Асоціація стоматологів України» «Національна програма профілактики основних стоматологічних захворювань як складова державної системи охорони здоров’я України». Науковий симпозіум «Актуальні питання стоматології. Сучасні аспекти стоматологічної допомоги в Україні», 18–19 жовтня 2018 р. м. Київ.

## УКРАЇНСЬКА НАУКОВА СТОМАТОЛОГІЧНА ШКОЛА

### Довоєнний період формування Української наукової стоматологічної школи (1919–1941)
Основні події:
13 серпня 1919 р. Затверджено Положення про вищий науково-навчальний заклад з підготовки зуболікарських спеціалістів – Київський державний одонтологічний інститут. Правонаступник з 18 жовтня 1920 року – одонтологічний факультет  Інституту охорони здоров’я (Правонаступник: Національний медичний університет імені О.О. Богомольця).
10 квітня 1920 р. Видано Наказ Народного комісаріату охорони здоров’я України № 4 від 10.04.1920 «Про організацію державної зуболікарської допомоги».
1921 р. Засновано одонтологічний факультет Харківського медичного інституту. Правонаступники: з 1931 р. – Харківський стоматологічний інститут, з 1967 р. – Українська медична стоматологічна академія.
1921 р. Засновано Одонтологічну спілку під керівництвом К.П. Тарасова.
1926 р. Засновано кафедру одонтології у Всеукраїнському інституті удосконалення лікарів. Правонаступник: Харківська медична академія післядипломної освіти.
1 квітня 1928 р. Засновано Державний інститут зуболікування в Одесі (ДУ «Інститут стоматології та щелепно-лицевої хірургії НАМН України»).
1931 р. Засновано кафедру щелепно-лицевої хірургії та стоматології Київського клінічного інституту вдосконалення лікарів. Правонаступник: Національна медична академія післядипломної освіти імені П.Л. Шупика.
1931 р. Реорганізація стоматологічного факультету у самостійний Київський стоматологічний інститут.
1932 р. І Всеукраїнський стоматологічний з’їзд «Покращення стоматологічної допомоги населенню України», м. Одеса.
1935 р. Засновано кафедру стоматології Одеського інституту удосконалення лікарів. Правонаступник – Запорізька медична академія післядипломної освіти.
1936 р. ІІ Український стоматологічний з’їзд «Патологія і терапія захворювань пульпи, періодонту і щелеп. Поліпшення мережі і кадрів стоматологічних закладів», м. Харків.
Наприкінці XIX – на початку XX століття у великих містах України, де були медичні факультети університетів, приватні зуболікарські школи, почали організовувати медичні та одонтологічні наукові товариства.  Впровадження нових технологій у стоматології, застосування в практичній діяльності нових методів діагностики та лікування стало поштовхом до активної професійної взаємодії між фахівцями, організації одонтологічних товариств, видання збірників наукових статей. Перші зуболікарські товариства були засновані у Києві (1899), Одесі (1897), Харкові (1902). За ініціативи одонтологічних та медичних товариств обговорювалися питання освіти, наукових підходів до лікування зубів та порожнини рота, нових технологій протезування зубів. Активна діяльність цих товариств була значним стимулом розвитку стоматологічної практики й освіти. Важливим аспектом їх діяльності був випуск наукової друкованої продукції. Під егідою одонтологічних товариств в Одесі видавали три наукових журнали, а саме «Практическое зубоврачевание», «Зубоврачебный ежемесячник», «Зубоврачебный посредник». Одонтологічні товариства були організаторами наукових засідань, з’їздів, де обговорювалися питання зуболікарської освіти, надання стоматологічної допомоги, нові ефективні методи профілактики карієсу в дітей.
У 1919 році з відкриттям першого вищого науково-навчального закладу з підготовки зуболікарських спеціалістів на території України починається новий історіографічний період формування та становлення Української наукової стоматологічної школи. Стоматологія в Україні стала галуззю медицини, яка використовує її наукові та практичні досягнення, застосовує нові науково обґрунтовані методи діагностики, профілактики та лікування захворювань порожнини рота. І саме з цього моменту йде відлік часу формування та становлення Української наукової стоматологічної школи.
«Одне колесо не крутиться» – написано у славнозвісній книзі «Артхашастра або наука політики». Так і для становлення Української наукової стоматологічної школи головними складниками були освіта, у тому числі післядипломна, розвиток фундаментальних наукових досліджень, створення системи надання стоматологічної допомоги та об’єднавча діяльність громадських організацій. У довоєнний період було закладено підвалини для формування усіх  цих складників.
Реформування в галузі освіти. У цей період історії Української наукової стоматологічної школи відбувається становлення стоматології як самостійної дисципліни наукової медицини. Реформування стоматологічної освіти, прийняття Постанови про реформу зуболікарської освіти у жовтні 1918 року змінило концепцію професійної підготовки фахівців у галузі стоматології. Запроваджувалася вища медична освіта з навчанням у державних медичних університетах за затвердженими програмами і з посиленою загальномедичною підготовкою, подовженою тривалістю навчання. Створення Одонтологічного інституту в 1919 році в Києві та одонтологічного факультету в 1921 році в Харкові стало підґрунтям подальшої підготовки висококваліфікованих фахівців у зуболікувальній галузі й науково-педагогічних працівників. У створенні таких закладів значну роль відігравали одонтологічні товариства, які брали активну участь в обговоренні питань створення, визначенні навчальних програм, матеріально-технічних баз для навчання, а також надавали перших викладачів для цих закладів. Запровадження післядипломної освіти лікарів-стоматологів як складової частини професійного розвитку лікаря. Незважаючи на вкрай складну ситуацію, в країні вирішувалося питання про організацію післядипломної освіти. Перехід від організації «повторительных курсов» до заснування державних вищих навчально-наукових закладів освіти, які діють і сьогодні, був нетривалим.Зусиллями медичної спільноти у 1918 році організовано Київський клінічний інститут удосконалення лікарів, який спеціалізувався на післядипломній освіті. Із 1931 року підвищення кваліфікації стоматологів у цьому навчальному закладі проводила кафедра щелепно-лицевої хірургії та стоматології. У 1923 році на Слобожанщині організовано Харківський клінічний інститут удосконалення лікарів, де було відкрито першу в Україні кафедру одонтотології під егідою професора Л.М. Лінденбаума (1926), яка займалася
підвищенням фахової підготовки стоматологів. У квітні 1926 року в Одесі засновано Клінічний інститут удосконалення лікарів, у стінах якого з 1935 року викладачі кафедри стоматології підвищували професійний рівень лікарів-стоматологів.
Розвиток наукових досліджень у галузі стоматології. Другою складовою частиною Української наукової стоматологічної школи є розвиток фундаментальних досліджень у галузі стоматології, наукове обґрунтування нових ефективних методів діагностики, профілактики та лікування основних стоматологічних хвороб. У 1928 році було відкрито Державний інститут зуболікування в Одесі. Активна діяльність Одонтологічного товариства, зосередження фахівців, проведення наукових засідань, випуск друкованих видань зі стоматології стали підґрунтям для створення наукової установи саме в Одесі.
Створення системи стоматологічної служби. Наказами Народного комісаріату охорони здоров’я України № 3 від 05.04.1920 року «Про організацію зуболікарських секцій при губернських відділах охорони здоров’я» та № 4 від 10 квітня 1920 року «Про організацію державної зуболікарської допомоги» запроваджено нову організаційно-економічну модель стоматологічної допомоги, що була невід’ємною частиною медицини і побудована на принципах безоплатності, доступності, кваліфікованості, комплексності та профілактики захворювань.
Об’єднавча діяльність громадських стоматологічних організацій. Роль громадських організацій у формуванні Української наукової стоматологічної школи складно переоцінити. У 1921 р. професором К.П. Тарасовим у Києві організовано Одонтологічну спілку, яка проводила наукові засідання. Саме за участю громадських організацій обговорювалися питання реформування освіти і створення навчальних закладів, було визначено роль післядипломної освіти в професійному розвитку лікаря, організовувалися з’їзди. За цей період проведено два з’їзди в Одесі (1932) та Харкові (1936).

### Післявоєнний період становлення Української наукової стоматологічної школи (1943–1991)
Основні події:
1 лютого 1955 р. Реорганізація Київського медичного стоматологічного інституту в стоматологічний факультет Київського медичного інституту імені академіка О.О. Богомольця.
1956 р. Створення Республіканського наукового товариства стоматологів України.
1958 р. Засновано стоматологічний факультет Львівського національного медичного університету імені Д. Галицького, в якому з 1894 року викладався курс стоматології, а з 1905 року – підготовку лікарів проводили на кафедрі стоматології (А. Цешинський) медичного факультету.
1960 р. Засновано стоматологічний факультет Одеського національного медичного університету.
1962 р. III З’їзд стоматологів України «Результати наукової і практичної діяльності стоматологічної служби в Україні. Проблеми пародонтозу», м. Одеса.
1963 р.  Засновано стоматологічний факультет у Донецькому національному медичному університеті.1965 р.  Засновано стоматологічний факультет Дніпропетровської медичної академії.
1967 р. Засновано Українську медичну стоматологічну академію (м. Полтава).
1970 р. IV З’їзд стоматологів України «Організація стоматологічної допомоги в Україні. Проблеми пародонтозу та захворювань слизової оболонки порожнини рота. Проблеми хірургічного та ортопедичного лікування хворих з дефектами та деформаціями обличчя і щелеп», м. Дніпропетровськ.
1978 р. V З’їзд стоматологів України «Стан стоматологічної допомоги населенню і методи її подальшого вдосконалення. Впровадження наукових досягнень у практику стоматологічних закладів республіки. Диспансеризація населення із захворюваннями пародонта. Надання планової стоматологічної допомоги дітям», м. Одеса.
1978 р. Засновано стоматологічний факультет Івано-Франківського національного медичного університету.
1978 р. Засновано стоматологічний факультет Кримського державного медичного університету імені С.І. Георгієвського.
1984 р. VI З’їзд стоматологів України «Загальна диспансеризація населення і комплексна профілактика стоматологічних захворювань. Програма підготовки стоматологічних кадрів і розвитку сітки стоматологічних закладів», м. Полтава.
1989 р. VII З’їзд стоматологів України «Профілактика стоматологічних захворювань, пропаганда гігієнічних знань і навиків за доглядом порожнини рота. Програма профілактики карієсу зубів у дітей і планова санація їх. Профілактика вроджених захворювань щелепно-лицевої ділянки. Попередження запальних процесів вогнищевої інфекції у дітей і дорослого населення», м. Львів.
У післявоєнний період розширюється мережа стоматологічної допомоги в Україні, відкриваються стоматологічні факультети на базі медичних інститутів в обласних містах України – Львові (1958), Одесі (1960), Донецьку (1963), Дніпропетровську (1965). У 1967 році в м. Полтава заснована Українська медична стоматологічна академія, яка стає науково-методичним центром переддипломної підготовки спеціалістів у галузі стоматології. У 1970-х роках відкриваються стоматологічні факультети в Івано-Франківську (1978), Криму (1978). Співпраця науковців у галузі стоматології і лікарів-практиків необхідна для впровадження нових й ефективних наукових розробок у практичну охорону здоров’я. Цей зв’язок здійснюють науково-практичні товариства стоматологів, які діють у кожній області України. У 1956 році науково-практичні товариства були об’єднані в Республіканське наукове товариство стоматологів України, першим головою якого став професор І.Й. Новик. Деякий час його очолював Ю.Й. Бернадський, а з 1970 року головою товариства був професор М.Ф. Данилевський. За координації Республіканського наукового товариства стоматологів України організовано п’ять з’їздів стоматологів – в Одесі (1962), Дніпропетровську (1970), Одесі (1978), Полтаві (1984), Львові (1989). На цих форумах науковці разом з лікарями практичної охорони здоров’я обговорювали питання організації та надання стоматологічної допомоги, розширення мережі лікувально-профілактичних стоматологічних закладів, охоплення населення України щорічними професійними оглядами (диспансеризація) для зменшення стоматологічної захворюваності. Активні дискусії викликали питання запровадження нових та ефективних профілактичних заходів основних стоматологічних захворювань – карієсу, хвороб пародонта і слизової оболонки порожнини рота. Обговорювалися питання освіти та підготовки стоматологічних кадрів.

### Розвиток Української наукової стоматологічної школи в незалежній Україні (1991–2019)
Основні події:
1993  р. Засновано стоматологічний факультет приватного вищого навчального закладу «Київський медичний університет».
23 жовтня 1994 р.  Реорганізація Республіканського наукового товариства стоматологів України в Асоціацію стоматологів України (президент – професор М.Ф. Данилевський), м. Одеса.
1994 р. Засновано стоматологічний факультет Вінницького національного медичного університету імені М.І.  Пирогова.
1995 р. Засновано кафедру щелепно-лицевої хірургії та стоматології Української військово-медичної академії Міністерства оборони України.
1998 р. Прийняття Асоціації стоматологів України постійним членом Всесвітньої федерації стоматологів (FDI).
1998 р. Засновано стоматологічний факультет Луганського державного медичного університету.
1999 р. І (VIII) З’їзд Асоціації стоматологів України «Реформування роботи державного та впорядкування
діяльності приватного сектору стоматологічної служби. Новітні технології в стоматології», м. Київ.
2003 р. Засновано Інститут стоматології Національної медичної академії післядипломної освіти імені П.Л. Шупика.
2004 р. ІІ (IX) З’їзд Асоціації стоматологів України «Сучасні технології профілактики та лікування в стоматології», м. Київ.
2004 р. Засновано стоматологічний факультет Тернопільського державного медичного університету імені І.Я. Горбачевського.
2006 р. Засновано стоматологічний факультет Ужгородського національного університету МОН України.
2007 р. Розпочато підготовку стоматологічних кадрів у складі 3-го медичного факультету в Запорізькому державному медичному університеті.
2008 р. III (Х) З’їзд Асоціації стоматологів України «Інноваційні технології – в стоматологічну практику», м. Полтава.
2008 р. Засновано стоматологічний факультет Буковинського державного медичного університету.
2010 р. IV (XI) З’їзд Асоціації стоматологів України «Стан стоматологічної допомоги населенню України.
Перспективи розвитку та організації стоматологічної допомоги в Україні в сучасних економічних умовах»,14–15 жовтня, м. Донецьк.
5 вересня 2012 р. V (XII) З’їзд Асоціації стоматологів України «Стоматологія в Україні: реальність та перспективи», м. Київ.
6–7 вересня 2012 р. 1 Національний український стоматологічний конгрес «Стоматологія в Україні: реальність та перспективи», м. Київ.
4–6 вересня 2013 р. 2 Національний український стоматологічний конгрес «Стоматологія в Україні – інновації і перспективи розвитку»,  м. Київ.
4 вересня 2014 р. Перший з’їзд стоматологів України «Стоматологія в Україні: інновації та перспективи», м. Київ.
23 жовтня 2014 р. VI (XIII) З’їзд Асоціації стоматологів України «Стоматологія в Україні». Науково-практична конференція «Досягнення науки і практики в стоматології», присвячена пам’яті професора К.М. Косенка, м. Одеса.
22–23 жовтня 2015 р. 3 Національний український стоматологічний конгрес «Міжнародні стандарти профілактики та лікування і їх впровадження в практику лікаря-стоматолога», м. Київ.
21 жовтня 2016 р. VII (XIV) З’їзд Асоціації стоматологів України «Стандарти стоматологічної допомоги – реалії практики та перспективи впровадження», м. Львів.
24 листопада 2016 р. VIII (XV) Позачерговий з’їзд Асоціації стоматологів України, м. Київ.
2017 р. Створено кафедру стоматології Сумського державного університету МОН України.
20–21 жовтня 2017 р. 4 Національний український стоматологічний конгрес «Мультидисциплінарний підхід в діагностиці, лікуванні та профілактиці стоматологічних захворювань», м. Київ.
18–19 жовтня 2018 р. IX (XVI) З’їзд ГО «Асоціація стоматологів України» «Національна програма профілактики основних стоматологічних захворювань як складова державної системи охорони здоров’я України». Науковий симпозіум «Актуальні питання стоматології. Сучасні аспекти стоматологічної допомоги в Україні», м. Київ.
8–9 лютого 2019 р. І Український стоматологічний конгрес з міжнародною участю «Інтегрована медицина та стоматологія», м. Київ.
18–19 жовтня 2019 р. 5 Національний український стоматологічний конгрес «Стоматологічне здоров’я – інтегральна складова здоров’я нації», м. Київ.
Значні зміни у професійній організації стоматологів відбулися після проголошення України самостійною державою. Республіканське наукове товариство стоматологів ухвалило рішення про реорганізацію його в Асоціацію стоматологів України (АСУ). Цей крок зумовлений необхідністю інтеграції в світову спільноту стоматологів на засадах його постійного члена. А це було можливим після створення та законодавчого затвердження об’єднання стоматологів у професійну Асоціацію. 23 жовтня 1994 року засновано Асоціацію стоматологів України, яка стала правонаступницею Республіканського наукового товариства стоматологів України. Вона об’єднала лікарів-стоматологів і зубних техніків із 27 регіональних (обласних) асоціацій, професорів і викладачів усіх вищих навчальних медичних закладів України, наукових співробітників науково-дослідного Інституту стоматології.  Визначною подією для розвитку стоматологічної спільноти було прийняття у 1998 році Асоціації стоматологів України до Всесвітньої федерації стоматологів (FDI). Завдяки президенту Асоціації стоматологів України, професору М.Ф. Данилевському, Українська наукова стоматологічна школа отримала офіційне міжнародне визнання світовою спільнотою стоматологів. Асоціація як член Всесвітньої федерації стоматологів представляє досягнення вітчизняної науки та практики світовій спільноті: бере участь у вирішенні важливих питань щодо здоров’я порожнини рота, які розглядаються на засіданнях Генеральної асамблеї FDI, інформує світову спільноту про поширеність основних стоматологічних захворювань, особливості освіти та організації стоматологічної допомоги, освітньо-інформаційні заходи для стоматологів.
Подальшого розвитку набуває стоматологічна освіта. Стоматологічні факультети Міністерства охорони здоров’я України відкриваються в медичних університетах Вінниці (1994), Луганську (1998), Тернополя (2004), Чернівців (2007). Підготовку стоматологічних кадрів починають в Ужгородському національному (2006) і Сумському державному (2017) університетах Міністерства освіти та науки України.
Стоматологічні факультети створюються і в приватних закладах освіти, що підпорядковуються Міністерству освіти та науки і готують фахівців згідно із затвердженими освітніми стандартами. У 1993 році засновано стоматологічний факультет приватного вищого навчального закладу «Київський медичний університет». Збільшення кількості закладів вищої освіти в Україні, що мають у своєму складі стоматологічні факультети, зумовлено підготовкою іноземних студентів. Викладання стоматологічних дисциплін відбувається українською, англійською та російською мовами. Навчання проходять студенти із різних країн світу – Індії, Китаю, Ірану, Росії, Білорусі, Азербайджану, Грузії та багатьох інших.
Набули подальшого розвитку післядипломна освіта та безперервний професійний розвиток лікарів. У 2003 році організовано Інститут стоматології в Національній медичній академії післядипломної освіти імені П.Л. Шупика з метою координації професійного розвитку стоматологів в Україні. Започаткована нова медична дисципліна – «Військова стоматологія», за програмою якої здійснюються підготовка та підвищення кваліфікації фахівців, які спеціалізуються на лікуванні поранень щелепно-лицевої ділянки і надають стоматологічну допомогу військовослужбовцям Збройних сил України. У 1995 році відкрито кафедру щелепно-лицевої хірургії та стоматології Української військово-медичної академії.
Разом із тим, основним об’єднавчим майданчиком для лікарів-стоматологів України є Асоціація стоматологів України, де вирішуються спільні питання організації стоматологічної допомоги, стоматологічної освіти, науки та практичної діяльності. Із 1999 по 2018 рік в Україні проведено дев’ять з’їздів Асоціації стоматологів України. Наукові досягнення та нові технології для практичної охорони здоров’я обговорюються на науково-практичних конференціях, симпозіумах. Збільшення наукової інформації, обґрунтування вітчизняних та світових технологій для практичного використання лікарями в Україні зумовило необхідність організації та проведення національних українських стоматологічних конгресів. З 2012 року проведено п’ять національних конгресів, в рамках яких висвітлено сучасні наукові напрями розвитку української стоматології, ключові досягнення в наукових розробках та практичній стоматології. Стоматологічна спільнота провела 5 Національний український стоматологічний конгрес «Стоматологічне здоров’я – інтегральна складова здоров’я нації», присвячений століттю формування Української наукової стоматологічної школи та 25-й річниці заснування громадської організації «Асоціація стоматологів України». Таким чином, стоматологічна спільнота, об’єднана громадською організацією «Асоціація стоматологів України», є дієвою організацією, яка забезпечує координацію роботи лікарів-стоматологів між собою, міжпрофесійну комунікацію з лікарями загальної практики через Національну Лікарську Раду України, з державними установами – Міністерством охорони здоров’я, Комітетом з охорони здоров’я Верховної Ради України. Під час проведення фундаментальних наукових досліджень, розроблення вітчизняних стоматологічних засобів стоматологічна спільнота співпрацює з Національною академією медичних наук України та Національною академією наук України. Асоціація стоматологів України співпрацює із Всесвітньою федерацією стоматологів, активно взаємодіє із Всесвітньою організацією охорони здоров’я та Організацією Об’єднаних Націй.
Упродовж останнього століття Українська наукова стоматологічна школа гідно пройшла етапи свого формування, становлення та розвитку. Україна має потужний потенціал для підготовки висококваліфікованих спеціалістів та науковців у галузі стоматології.
До сузір’я освітньої системи вітчизняної стоматології входять 13 стоматологічних факультетів медичних університетів Міністерства  охорони здоров’я України, 2 заклади вищої освіти Міністерства освіти і науки, приватні медичні інститути, що готують спеціалістів у галузі стоматології не тільки для України, а й для інших країн світу.
В Україні створено систему післядипломної освіти – три навчальні заклади удосконалюють професійну кваліфікацію стоматологів, надають можливість лікарям отримувати високофахову спеціалізацію та здійснюють безперервний професійний розвиток лікарів-стоматологів.
Понад 90 років працює потужний науковий центр зі стоматології – державна установа «Інститут стоматології та щелепно-лицевої хірургії НАМН України», що проводить фундаментальні наукові дослідження, здійснює моніторинг хвороб порожнини рота та впроваджує нові високотехнологічні методи діагностики, профілактики та лікування основних стоматологічних захворювань, що суттєво підвищує рівень надання стоматологічної допомоги та знижує захворюваність населення України.
Запроваджено унікальну організаційно-економічну модель стоматологічної допомоги – невід’ємної частини медичної допомоги, що базується на таких фундаментальних принципах, як безоплатність, доступність, кваліфікованість, комплексність й спрямована на профілактику основних хвороб та причин їх розвитку. Створено мережу стоматологічних поліклінік та відділень з централізованим державним підпорядкуванням та управлінням, де працює достатня кількість добре підготовлених спеціалістів, справжніх професіоналів у своїй сфері.
Стоматологічна спільнота уже багато років об’єднана громадською організацією «Асоціація стоматологів України». Її члени мають можливість спілкуватися з колегами та ділитися досвідом на вітчизняних наукових форумах, національних конгресах, а крім того, представляти наукове надбання країни на світових конгресах.
Військова стоматологія, що започаткована працями професора М.І. Пирогова, набула подальшого розвитку в Українській військово-медичній академії. Впроваджуються нові принципи організації стоматологічної допомоги в Збройних силах України, науково обґрунтовані методи лікування та реабілітації військовослужбовців із бойовими ушкодженнями щелепно-лицевої ділянки.
На 5 Національному українському стоматологічному конгресі професійна спільнота відсвяткувала сторічний ювілей Української наукової стоматологічної школи.
Столітня історія Української наукової стоматологічної школи збагатила українське суспільство, світову медичну науку плеядою видатних науковців, освітян, організаторів охорони здоров’я та практичних лікарів, поповнила скарбницю науковими, педагогічними і практичними досягненнями в галузі медичної стоматології.
Стоматологія України продовжує поступальний розвиток освіти, науки, професійної майстерності, зберігаючи наукову й історичну спадщину, примножуючи накопичений досвід, та впевнено розбудовує стоматологію майбутнього!

## СТОМАТОЛОГІЧНА ОСВІТА В УКРАЇНІ
В Україні сформована система підготовки стоматологічних (лікарів-стоматологів), науково-педагогічних (викладачі вищих навчальних медичних закладів) і наукових (співробітники науково-дослідних інститутів) кадрів. Відповідно до Постанови Кабінету Міністрів України від 29 квітня 2015 року № 266 (зі змінами від1 лютого 2017 р. № 53), підготовка здобувачів вищої освіти відбувається за спеціальністю «Стоматологія», галузь знань 221, шифр галузі 22 «Охорона здоров’я». Протягом 5 років здобувач отримує вищу освіту та спеціальність – лікар-стоматолог.
У 2018 році за фахом «Стоматологія» переддипломне п’ятирічне навчання проводив 21 заклад вищої освіти (ЗВО). Підготовку спеціалістів стоматологічного профілю здійснюють 13 вищих навчальних медичних закладів системи охорони здоров’я МОЗ України, а саме Буковинський ДМУ, Вінницький НМУ, Дніпропетровська медична академія, Донецький ДМУ, Запорізький ДМУ, Івано-Франківський НМУ, Луганський ДМУ, Львівський НМУ, Національний медичний університет імені О.О. Богомольця, Одеський НМУ, Тернопільський ДМУ, Українська медична стоматологічна академія, Харківський НМУ. Також підготовку спеціалістів стоматологічного профілю здійснюють два навчальні заклади Міністерства освіти та науки України, а саме: Ужгородський національний університет і Сумський державний університет. Окрім цього підготовку лікарів-стоматологів здійснюють 6 приватних вищих навчальних закладів, а саме Київський медичний університет, Львівський медичний інститут, Міжнародний гуманітарний університет (м. Одеса), Київський міжнародний університет, Дніпровський медичний інститут традиційної та нетрадиційної медицини, Міжнародна академія екології та медицини.
Післядипломну підготовку в інтернатурі протягом 2 років за навчальними програмами спеціалізації (інтернатура) за фахом «Стоматологія» у 2018 році проводили 18 закладів вищої освіти: 13 закладів вищої освіти МОЗ України та 2 заклади післядипломної освіти (НМАПО імені П.Л. Шупика, Харківська МАПО), 1 заклад вищої освіти МОН України (Ужгородський національний університет), 1 заклад вищої освіти Міністерства оборони України (Українська військово-медична академія) та 1  приватний заклад вищої освіти (Київський медичний університет).
Фахову спеціалізацію проходять на циклах спеціалізації в закладах післядипломної медичної освіти, тривалість спеціалізації варіює від 3 міс. до 10 міс. у лікарів-ортодонтів. Безперервну професійну освіту на передатестаційних курсах і курсах тематичного удосконалення лікарі-стоматологи проходять протягом п’ятирічного звітного періоду й накопичують певну кількість балів (80 балів за 5 років) на факультетах післядипломної освіти ЗВО та у закладах післядипломної медичної освіти.
В Україні працюють 3 академії післядипломної медичної освіти: Національна медична академія післядипломної освіти імені П.Л. Шупика, до складу якої входить Інститут стоматології, Харківська медична академія післядипломної освіти та Запорізька медична академія післядипломної освіти. Підготовку військових лікарів-стоматологів і щелепно-лицевих хірургів в умовах воєнних дій здійснюють в Українській військово-медичній академії.
Наукові дослідження в галузі стоматології проводять на стоматологічних факультетах, інститутах ЗВО і в науково-дослідному інституті ДУ «Інститут стоматології та щелепно-лицевої хірургії НАМН України», що входить до складу Національної академії медичних наук України.

### СТОМАТОЛОГІЧНА ОСВІТА – РУШІЙНА СИЛА РОЗВИТКУ СТОМАТОЛОГІЧНОЇ ГАЛУЗІ
Формування Української наукової стоматологічної школи тісно пов’язано з процесами реформування стоматологічної освіти і становлення стоматології як самостійної дисципліни наукової та клінічної медицини. Стоматологічна спільнота святкує століття формування Української наукової стоматологічної школи. Історичні нариси розвитку стоматологічної дисципліни підготовлені на основі вивчення архівних документів, а саме Центрального державного історичного архіву України в м. Києві. Впровадження вищої освіти було визначальним у створенні нової системи підготовки стоматологічних кадрів, формуванні вітчизняної стоматології як науково-навчальної медичної дисципліни, створенні умов для підготовки науково-педагогічних кадрів і розвитку вітчизняної стоматологічної науки.

## ІСТОРИЧНІ АСПЕКТИ ОРГАНІЗАЦІЇ СТОМАТОЛОГІЧНОЇ СЛУЖБИ В УКРАЇНІ
Історичні нариси створення державної системи організації та регулювання стоматологічної служби України підготовлено на основі вивчення архівних документів, а саме Центрального державного історичного архіву України в м. Києві. Наказами Народного комісаріату охорони здоров’я України за № 3 від 05.04.1920 року «Про організацію зуболікарських секцій при губернських відділах охорони здоров’я» та № 4 від 10 квітня 1920 року «Про організацію державної зуболікарської допомоги» запроваджено нову організаційно-економічну модель стоматологічної допомоги, що була невід’ємною частиною медицини та побудована на принципах безоплатності, доступності, кваліфікованості, комплексності і профілактики захворювань. Аналіз багаторічного досвіду минулих років дає змогу глибше зрозуміти пройдений шлях, осмислити підґрунтя досягнень і помилок, визначити закономірності еволюційного розвитку спеціальності та втілити найкращі напрацювання для створення фундаменту стоматології майбутнього.

## СТОМАТОЛОГІЧНА ДОПОМОГА В УКРАЇНІ
Створення державної системи організації та регулювання стоматологічної служби України започатковано наказами Народного комісаріату охорони здоров’я України за № 3 від 05.04.1920 року «Про організацію зуболікарських секцій при губернських відділах охорони здоров’я» та № 4 від 10 квітня 1920 року «Про організацію державної зуболікарської допомоги». Законодавчими актами запроваджено принципово нову організаційно-економічну модель стоматологічної допомоги. Стоматологія як галузь медицини стала невід’ємною складовою частиною медичної допомоги, яка побудована на засадах доступності, кваліфікованості, комплексності і профілактики захворювань.
Протягом тривалого часу в Україні створено мережеву систему надання стоматологічної допомоги в державних амбулаторно-поліклінічних закладах та спеціалізованих стоматологічних стаціонарах багатопрофільних лікарень. Запроваджено державне регулювання, планування та контроль системи надання стоматологічної допомоги. Впроваджено систему профілактики основних стоматологічних захворювань, у першу чергу серед дітей. Забезпечено доступність медичної стоматологічної допомоги населенню України незалежно від рівня доходів та місця проживання.  Створено систему підготовки стоматологічних кадрів із середньою та вищою освітою.
Сьогодні стоматологічну допомогу населенню України (на 1 січня 2019 року) надають 6034 заклади різних форм власності. У системі МОЗ України функціонує потужна мережа медичних стоматологічних закладів: 1445 закладів охорони здоров’я, з них 179 самостійних стоматологічних поліклінік (143 стоматологічні поліклініки для дорослих, 18 поліклінік для дітей, 5 стоматологічних поліклінік ВНМЗ та НДІ, 13 госпрозрахункових поліклінік), та 1266 лікувально-профілактичних закладів, у структурі яких є стоматологічні відділення або кабінети. З кожним роком збільшується кількість приватних стоматологічних закладів.
Ліжковий фонд у закладах охорони здоров’я системи МОЗ України у 2018 році становив 1319 ліжок стоматологічного профілю, у тому числі для дорослих – 1188, для дітей – 131. Із загального числа ліжок 47,2% розгорнуто в обласних лікарнях, 24,6% – у міських лікарнях, 17,1% – у лікарнях швидкої медичної допомоги.
У 4584 закладах приватної форми власності стоматологічну допомогу надавали 669 стоматологічних поліклінік, 3915 приватних стоматологічних кабінетів.
Кадрове забезпечення стоматологічної допомоги. Стоматологічну допомогу (станом на 01.01.2019 р.) надавав 25 651 лікар стоматологічного профілю за шістьма спеціальностями. Внутрішньогалузева спеціалізація була такою: стоматологічну допомогу надавали 17 540 лікарів-стоматологів і лікарів-стоматологів терапевтичного профілю (68,38%). Допомогу дітям і підліткам надавали 1919 стоматологічних фахівців (7,38%). Проводили оперативні втручання у щелепно-лицевій ділянці, видалення зубів – 2113
хірургів-стоматологів (8,24%). Відновлення цілості зубних рядів, протезування зубів проводили 3331 стоматолог-ортопед (12,98%) і 748 стоматологів-ортодонтів (2,92%). Посилюється авторитет Української наукової стоматологічної школи у світі,  про що свідчить затребуваність наших фахівців у зарубіжних країнах та зростання медичного туризму зі стоматології в Україну.
Переважна кількість лікарів-стоматологів залучена у державному секторі охорони здоров’я (68,5%). У закладах системи МОЗ України працювало 16 852 спеціалісти стоматологічного профілю. В інших міністерствах та відомствах у 2018 році стоматологічну допомогу надавали 720 спеціалістів стоматологічного профілю. У закладах охорони здоров’я приватної форми власності працювало 8079 лікарів стоматологічного профілю, в тому числі: лікарів-стоматологів – 6034, дитячих  стоматологів – 223; стоматологів-хірургів – 439, стоматологів-ортопедів – 1073, стоматологів-ортодонтів – 310. Співвідношення лікарів-стоматологів у державному секторі охорони здоров’я і лікарів, які працюють у приватному секторі, становить 68,5% до 31,5%. http://emed.library.gov.ua/jspui/handle/123456789/170
Забезпеченість стоматологічними фахівцями. У 2018 році забезпеченість спеціалістами стоматологічного профілю, які працюють у закладах МОЗ України, становила 4,01 на 10 тисяч населення, лікарями-стоматологами – 3,01, стоматологами-ортопедами – 0,52, стоматологами-хірургами – 0,39, стоматологами-ортодонтами – 0,10.
В Україні спостерігається нерівномірний розподіл стоматологічних кадрів: найвищі показники забезпеченості лікарями-стоматологами у м. Києві – 6,85 на 10 тисяч населення, в Івано-Франківській області – 6,67, у Львівській – 6,58. Значно нижчі показники реєстрували в таких областях: Миколаївській – 2,45, Запорізькій – 2,46, Херсонській – 2,60.
Безперервний професійний розвиток лікарів-стоматологів. Система професійного розвитку лікарів передбачала підвищення кваліфікації та атестацію фахівців кожні 5 років, що було затверджено на законодавчому рівні. Реформування в медичній галузі стосувалося і питання безперервного професійного розвитку. Відповідно до Постанови Кабінету Міністрів України № 302 від 28 березня 2018 року «Про затвердження Положення про систему безперервного професійного розвитку у сфері охорони здоров’я», лікарі мають набирати не менше ніж 50 балів щорічно на курсах тематичного удосконалення, науково-практичних форумах тощо. Відповідно до Закону України «Про професійний розвиток працівників» організація професійного навчання здійснюється роботодавцями, тому в закладах післядипломної освіти підвищення кваліфікації лікарів-стоматологів, які працюють у закладах охорони здоров’я системи МОЗ України, здійснюється за рахунок державних коштів. Лікарі-стоматологи, які працюють у приватних стоматологічних закладах, проходять підвищення кваліфікації власним коштом або за рахунок клінік, де вони працюють.

## ГРОМАДСЬКІ СТОМАТОЛОГІЧНІ ОРГАНІЗАЦІЇ В РОЗВИТКУ СТОМАТОЛОГІЇ УКРАЇНИ
Наприкінці XIX століття в Україні внаслідок становлення таких спеціальностей, як зубний лікар, дантист, одонтолог, для взаємодії між спеціалістами виникає необхідність об’єднання в громадські організації для вирішення спільних професійних питань. Перші зуболікарські товариства, засновані у Києві (1899), Одесі (1897), Харкові (1905), активно взаємодіяли з медичною спільнотою. У Харкові під егідою Ю.М. Гофунга зуболікарське товариство організоване як філія Харківського медичного товариства, створеного у 1861 р. Слід зазначити, що науковими центрами для медичних товариств, підґрунтям для їх організації були університети. Питання одонтології частково викладали в університетах; зокрема щелепно-лицеву хірургію вивчали в курсі шпитальної хірургії. У Львівському університеті проводили курс одонтології для медичних факультетів (Карл-Прокоп Каліґа). Основи зуболікування викладали у приватних зуболікарських школах. Основними напрямами діяльності зуболікарських товариств були організація наукових засідань і з’їздів, координація стоматологічної допомоги, випуск періодичної наукової друкованої продукції.
Буремні події 1917 року призупинили діяльність лікарських товариств. Після організації у 1919 році вищого науково-навчального закладу – Київського державного одонтологічного інституту – відновлюється діяльність стоматологічних товариств у Києві. У 1921 році під егідою професора К.П. Тарасова організовано одонтологічну спілку, за ініціативи якої стоматологічна спільнота збиралася на наукові засідання, обговорювала актуальні питання стоматології. Такі товариства діяли і в інших містах України – у Харкові, Одесі, Львові. Після воєнних подій Другої світової війни відкриваються стоматологічні факультети. Посилюється увага держави до питань організації стоматологічної допомоги в областях України, розширюється мережа стоматологічних клінік – обласні, міські, районні, у сільській місцевості відкриваються стоматологічні кабінети. У кожній області України було організовано стоматологічні науково-практичні товариства.
У 1956 році на спільному засіданні всіх обласних науково-практичних товариств стоматологів утворено Республіканське наукове товариство стоматологів України. Очолювали стоматологічне товариство видатні вчені: професор І.Й. Новик (1956–1962), професор Ю.Й. Бернадський (1962–1970), професор М.Ф. Данилевський (1970–1994).
У 1991 році після проголошення незалежності України змінюється законодавство нашої держави. Розвиваються міжнародні зв’язки стоматологічної спільноти з фаховими організаціями світу, і для активної співпраці із Всесвітньою федерацією стоматологів необхідно було змінити форму організації стоматологічної спільноти.
23 жовтня 1994 року на конференції Республіканського наукового товариства стоматологів України в м. Одесі було ухвалено рішення про реорганізацію його в Асоціацію стоматологів України (АСУ). Цей крок був зумовлений необхідністю інтеграції в світову спільноту стоматологів на засадах його постійного члена. А це можливо лише після створення та законодавчо затвердженого об’єднання стоматологів у фахову Асоціацію. На конференції під головуванням директора Одеського науково-дослідного інституту стоматології професора К.М. Косенка та за участі еліти стоматології України – голів правлінь обласних науково-практичних товариств стоматологів (21 особа), головних стоматологів областей України (20 осіб), завідувачів стоматологічних кафедр медичних ВУЗів України (18 осіб), головних стоматологів міст, членів правління, головних лікарів і завідувачів відділень (82 особи) – було ухвалено рішення про реорганізацію Республіканського наукового товариства стоматологів України в Асоціацію стоматологів України. Це засідання було одночасно й установчою конференцією Асоціації стоматологів України, де було затверджено Статут і проведено вибори очільника. За результатами голосування президентом Асоціації стоматологів України було обрано професора М.Ф. Данилевського, віцепрезидентами – проф. К.М. Косенка і проф. Л.О. Хоменко, секретарем Асоціації – проф. А.В. Борисенка.
У 2019 році стоматологічна спільнота святкує 25-ту річницю створення Асоціації стоматологів України. Разом із тим, в Україні стоматологічне товариство існує з 1956 року. У 1994 році було змінено форму і назву організації згідно з новим законодавством нашої держави. Асоціація стоматологів України є правонаступницею Республіканського наукового товариства стоматологів України.
Громадська організація «Асоціація стоматологів України» є всеукраїнською громадською організацією, яка об’єднує на основі спільних інтересів і за професійною ознакою громадян України – лікарів-стоматологів, інших лікарів суміжних професій, а також спеціалістів з інших галузей, чия професійна діяльність пов’язана із проблемами стоматології. Діяльність ГО «Асоціація стоматологів України» здійснюється на території України через створені територіальні осередки Асоціації та профільні асоціації.
Історія. Асоціація стоматологів України заснована 23 жовтня 1994 року і є правонаступницею Республіканського наукового товариства стоматологів України. Засновником Асоціації є професор М.Ф. Данилевський. Асоціація об’єднує фахівців у галузі стоматології з усіх регіонів України. В 2019 році стоматологічна спільнота святкує 100-річчя формування Української наукової стоматологічної школи. Асоціація є членом Всесвітньої федерації стоматологів з 1998 року.
Основна мета діяльності Асоціації – задоволення та захист законних соціальних, економічних, творчих, вікових та інших спільних інтересів своїх членів; сприяння професійній і науковій  діяльності спеціалістів стоматологічного профілю, спрямованої на поліпшення рівня вітчизняної стоматологічної науки та практики.
Міжнародна діяльність. ГО «АСУ» є членом Всесвітньої федерації стоматологів (FDI) та Європейського регіонального відділу Всесвітньої федерації стоматологів (ERO FDI). Асоціація стоматологів активно співпрацює із Всесвітньою федерацією стоматологів, Всесвітньою організацією охорони здоров’я та Організацією Об’єднаних Націй. Члени АСУ беруть активну участь, у тому числі із доповідями, у щорічних конгресах Всесвітньої федерації стоматологів. АСУ співпрацює з фаховими асоціаціями Німеччини, Австрії, Білорусі, Казахстану, Польщі, Грузії, Азербайджану, Молдови, Вірменії, Туреччини, Литви та інших країн.
Безперервний професійний розвиток лікарів-стоматологів здійснюється науково-викладацьким колективом фахівців, науково-педагогічними працівниками стоматологічних факультетів вищих навчальних медичних закладів України, яких об’єднує ГО «АСУ». Знаменним є проведення вже п’яти (2012, 2013, 2015, 2017, 2019 рр.) національних українських стоматологічних конгресів з міжнародною участю.
Протягом 2018 року Асоціація співпрацює з Європейською академією безперервної медичної освіти та професійного розвитку (European CME-CPD Academy), що уповноважена організовувати і проводити освітні заходи на міжнародному рівні в рамках безперервної медичної освіти та присвоювати учасникам міжнародні кредити (European CME-CPD Academy CME credits).
Координація професійної діяльності з МОЗ України. ГО «АСУ» співпрацює з Міністерством охорони здоров’я для координації та регулювання професійної діяльності лікарів-стоматологів в Україні та є членом Координаційної ради з питань стоматології МОЗ України. Координація професійної діяльності з Верховною Радою України. Проблеми надання стоматологічної допомоги на первинному етапі, забезпечення гарантованого державою рівня надання стоматологічної допомоги пільговим категоріям населення та організація допомоги сільському населенню обговорюються на «круглих столах» у Верховній Раді України з народними депутатами, представниками МОЗ України (13 квітня 2018 року, 12 грудня 2018 року).
Наукова діяльність. ГО «АСУ» об’єднує науковців – професорів, докторів і кандидатів медичних наук, молодих науковців Національної медичної академії післядипломної освіти імені П.Л. Шупика, державної установи «Інститут стоматології та щелепно-лицевої хірургії НАМН України» (м. Одеса), Національного медичного університету імені О.О. Богомольця, а також провідних стоматологічних факультетів вищих навчальних медичних закладів України. Під егідою Асоціації видається щорічний довідник «Стоматологічна допомога в Україні», в якому проводиться аналіз діяльності стоматологічної служби та допомоги в Україні. У 2017 році видано монографію «Стоматологія України: історичні нариси» до 100-ї річниці формування Української наукової стоматологічної школи. Видання присвячено історії розвитку стоматології в Україні, де висвітлено роль наукових товариств у розвитку стоматології, основні віхи формування наукової школи, створення мережі лікувально-профілактичних закладів у різних регіонах України, що надають стоматологічну допомогу. У 2018 році видано аналітичний довідник «Стоматологічна допомога в Україні: основні показники діяльності за 2008–2018 роки».
Міжпрофесійна взаємодія стоматологів з лікарями загальної практики. АСУ співпрацює з Національною академією медичних наук, провідними науково-дослідними інститутами, вищими навчальними медичними закладами України, медичними асоціаціями з метою проведення науково-практичних досліджень з вивчення зв’язку між здоров’ям порожнини рота та загальносоматичною патологією. АСУ співпрацює із Всеукраїнським лікарським товариством, Національною Лікарською Радою України (протягом 2018–2019 років президент АСУ очолює НЛРУ) з питань впровадження лікарського самоврядування в Україні. У квітні 2018 року за активної участі АСУ подано проєкт Закону України «Про лікарське самоврядування» № 8250.
Сприяння професійному розвитку молодих вчених лікарів-стоматологів. До складу ГО «АСУ» входить Рада молодих вчених, метою якої є сприяння професійному і науковому розвитку талановитої молоді, підтримка їх навчання, у тому числі за межами України. АСУ в рамках національних українських стоматологічних конгресів, з’їздів проводить симпозіуми молодих вчених, де висвітлюються основні наукові та практичні здобутки лікарів-стоматологів.
Видавнича діяльність. ГО «АСУ» здійснює координацію та видання науково-практичних фахових журналів «Сучасна стоматологія», «Вісник стоматології», міжнародний науково-практичний журнал «Стоматологія. Естетика. Інновації», «Дентаклуб».

### Очільники Республіканського наукового товариства стоматологів України та Асоціації стоматологів України
1956–1962 рр. Голова Республіканського наукового товариства стоматологів України, професор Новик Ісак Йосипович, д.мед.н., завідувач кафедри терапевтичної стоматології Київського медичного інституту імені О.О. Богомольця.
1962–1970 рр. Голова Республіканського наукового товариства стоматологів України, професор Бернадський Юрій Йосипович, д.мед.н., завідувач кафедри хірургічної стоматології Київського медичного інституту імені О.О. Богомольця.
1970–1994 рр. Голова Республіканського наукового товариства стоматологів України, професор Данилевський Микола Федорович, завідувач кафедри терапевтичної стоматології Київського медичного інституту імені О.О. Богомольця.
23 жовтня 1994 року на конференції Республіканського наукового товариства стоматологів України в м. Одеса ухвалено рішення про реорганізацію його в Асоціацію стоматологів України. Отже, Асоціація стоматологів України є правонаступницею Республіканського наукового товариства стоматологів України.
1994–2004 рр. Президент Асоціації стоматологів України, професор Данилевський Микола Федорович, професор кафедри терапевтичної стоматології Київського медичного інституту імені О.О. Богомольця. Заслужений діяч науки УРСР, лауреат Державної премії України в галузі науки і техніки (за 1987 рік).
2004–2005 рр. Президент Асоціації стоматологів України, кандидат медичних наук Опанасюк Юрій Володимирович.
2005–2006 рр. Виконувач обов’язки Президента Асоціації стоматологів України, д. мед. н., професор Борисенко Анатолій Васильович, завідувач кафедри терапевтичної стоматології Національного медичного університету імені О.О. Богомольця.
2006–2010 рр. Президент Асоціації стоматологів України, д. мед. н., професор Косенко Костянтин Миколайович, член-кореспондент Національної академії медичних наук України, директор ДУ «Інститут стоматології НАМН України» (1992–2015). Заслужений діяч науки і техніки України (2003 р.), завідувач кафедри терапевтичної стоматології Одеського національного медичного університету (1993–2015).
2010–2014 рр. Президент Асоціації стоматологів України, д. мед. н., професор Павленко Олексій Володимирович, директор Інституту стоматології Національної медичної академії післядипломної освіти імені П.Л. Шупика (2003–2016), завідувач кафедри стоматології НМАПО імені П.Л. Шупика, заслужений діяч науки і техніки України, головний позаштатний стоматолог МОЗ України (2005–2017).
2014–2016 рр. Президент Асоціації стоматологів України, доцент, к. мед. н., доцент Угрин Мирон Миронович, доцент кафедри ортопедичної стоматології Львівського національного медичного університету імені Данила Галицького.
З 2016 р. Президент ГО «Асоціація стоматологів України» д. мед. н., професор Мазур Ірина Петрівна, лауреат Державної премії України в галузі науки і техніки (2019), професор кафедри стоматології Національної медичної академії післядипломної освіти імені П.Л. Шупика, представник України у Всесвітній федерації стоматологів (з 2010 р.), голова Правління Національної Лікарської Ради України (2018–2019), експерт Координаційної ради зі стоматології Міністерства охорони здоров’я України (з 2012 р.), експерт Державного експертного центру Міністерства охорони здоров’я України (2006 – 2016 рр.), член Правління Всеукраїнського лікарського товариства (ВУЛТ) (з 2017 р.),  Української медичної експертної спільноти (з УМЕС) (з 2018 р.), представник України в Постійному комітеті лікарів Європи (СРМЕ) (з 2017 р.). Практикуючий лікар стоматолог, професор стоматологічної клініки "АРБОР".
Джерело: Українська наукова стоматологічна школа: історичні нариси. / За ред.: І.П. Мазур, О.В. Павленка, І.Л. Скрипник. – Кропивницький: Поліум, 2020. – 224 с. http://emed.library.gov.ua/jspui/handle/123456789/168 ISBN 978-966-8559-72-3

## Виробники стоматологічного обладнання в Україні
Приватне підприємство GALIT (Галіт) – український виробник стоматологічного обладнання. Компанія заснована у квітні 2000 року. Площа виробничих потужностей підприємства становить близько 5000 метрів квадратних. Усі вони розміщенні на теренах України, у двох локаціях: село Байківці (Байковецька сільська громада) та село Плотича (Білецька сільська громада). 
Власна продукція GALIT:
- Стоматологічні установки Gallant.
- Стоматологічні компресори.
- Мобільні відсмоктувальні пристрої для стоматології.
- Відсмоктувальні агрегати для стоматології.
- Звукоізолювальні шафи.
- Касети для стерилізації інструментів.
- Тримачі для стерилізації борів.
- Медичні меблі з листового металу.